# Khâm Thánh Hiến Túc Hoàng hậu
Khâm Thánh Hiến Túc Hoàng hậu (chữ Hán: 欽聖獻肅皇后, 1046 - 1101), là Hoàng hậu duy nhất của Tống Thần Tông Triệu Húc, đích mẫu của Tống Triết Tông Triệu Hú và Tống Huy Tông Triệu Cát.
Bà trở thành Hoàng thái hậu dưới thời Tống Triết Tông và có vai trò quan trọng trong việc đăng cơ của Tống Huy Tông. Khi Huy Tông đăng cơ, thỉnh ["Cùng nghe và xử lý quốc sự"], do đó Hướng hậu trở thành vị Thái hậu thứ 4 liên tiếp của triều Tống tham dự triều chính, ngay sau Tuyên Nhân Thái hậu.

## Tiểu sử

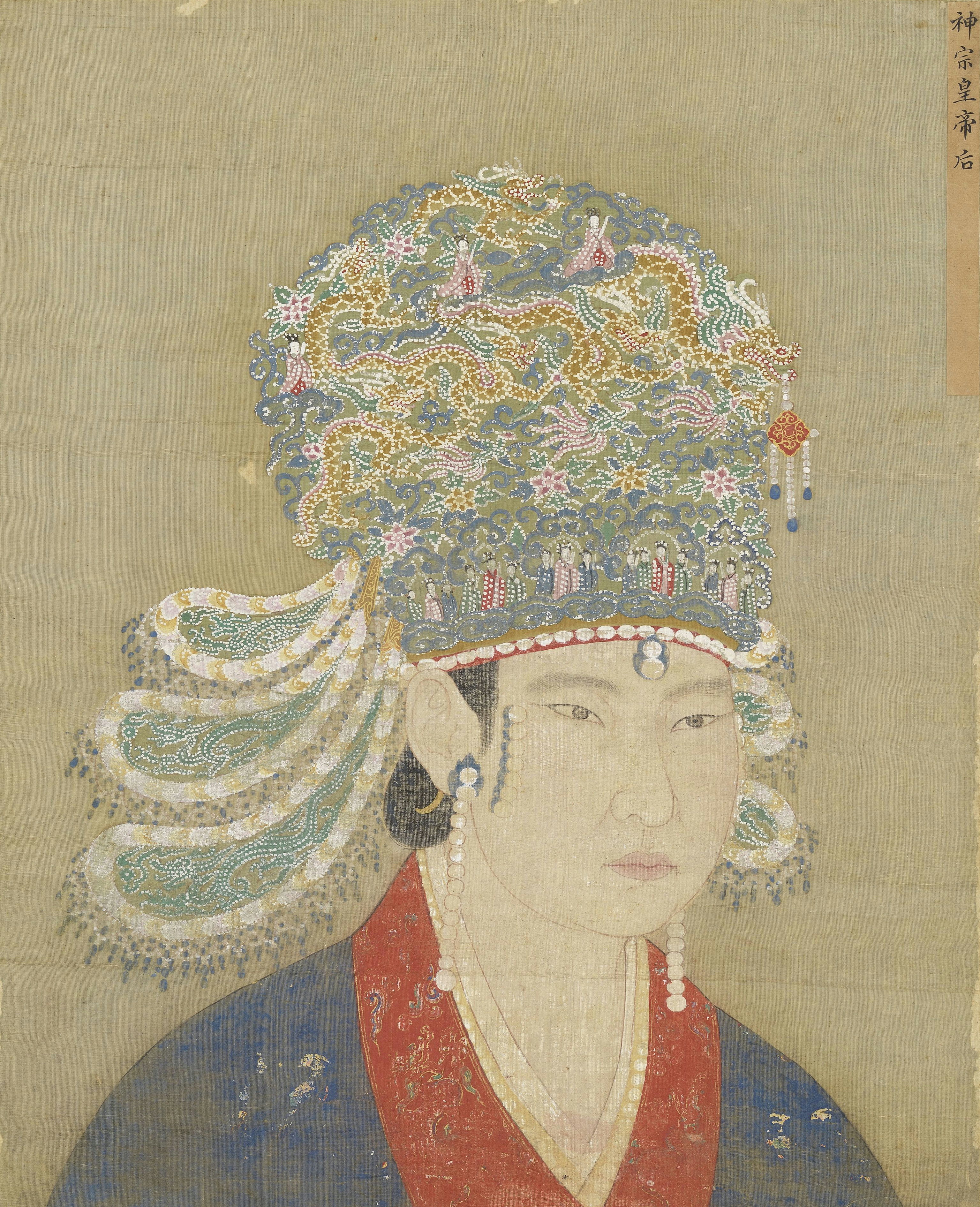
Cận chân dung Khâm Thánh Hiến Túc Hoàng hậu.

Khâm Thánh Hiến Túc Hoàng hậu Hướng thị, nguyên quán ở quận Hà Nội thuộc Khai Phong, nay là Thấm Dương, Hà Nam. Xuất thân của Hướng hậu rất cao, là danh môn vọng tộc thuộc hàng công huân.
Tằng tổ phụ là Thái úy Trung thư lệnh tặng tước Yên vương, sau cải tặng Định vương Hướng Mẫn Trung (向敏中), đương thời là một trong những danh thần triều Tống Chân Tông. Tổ phụ Giá bộ Viên ngoại lang, tặng Chu vương Hướng Truyền Lượng (向傳亮), thời Triết Tông tặng làm Vệ vương. Thân phụ Định Quốc quân Lưu hậu tặng Ngô vương, cải tặng Tần vương Hướng Kinh (向經), mẹ cả là Lý thị truy tặng Dự Quốc thái phu nhân (豫國太夫人), sau cải tặng Yến Quốc thái phu nhân (燕國太夫人), còn mẹ đẻ (hoặc mẹ kế) là Trương thị tặng Ký Quốc thái phu nhân (冀國太夫人), sau cải tặng Hàn Quốc thái phu nhân (韓國太夫人).
Năm Trị Bình thứ 3 (1066), Hướng thị thành hôn với Dĩnh vương Triệu Húc. Theo truyền thống của nhà Tống, các Vương phi thường có Cáo mệnh như một Ngoại mệnh phụ, Hướng phi được ban cho Cáo mệnh, hiệu An Quốc phu nhân (安國夫人). Năm thứ 4 (1067), tháng giêng, Tống Anh Tông băng hà, Triệu Húc kế vị, tức Tống Thần Tông. Ngày 22 tháng 2 (âm lịch) cùng năm, bà được sách lập làm Hoàng hậu.
Theo Tống sử ghi nhận lại, Hướng hậu giữ ngôi Trung cung trong vòng 18 năm, được đánh giá là hiền huệ, ôn hòa lễ độ, quản chủ hậu cung một cách sáng suốt, hơn nữa lại rất được lòng Cao Thái hậu. Tống Thần Tông đối với việc lập Trữ quân còn do dự, Hướng hậu khen ngợi An Quận vương Triệu Hú, con trai của Chu Đức phi là người thông minh, nên Thần Tông quyết định lập Triệu Hú làm Thái tử.
Năm Nguyên Phong thứ 8 (1085), Tống Thần Tông băng hà, Thái tử Triệu Hú thuận lợi kế vị. Tân đế đăng cơ, liền tôn Tổ mẫu Cao Thái hậu trở thành Thái hoàng thái hậu, thùy liêm thính chính, Đích mẫu là Hướng hậu làm Hoàng thái hậu, và Sinh mẫu Chu Đức phi làm Hoàng thái phi. Khi Cao Thái hoàng di cung, đã có ý để lại cố cung là Khánh Thọ cung (慶壽宮) cho Hướng Thái hậu đến ở. Nhưng Hướng Thái hậu lễ độ từ chối, lấy lý do "Không rạch ròi thứ bậc" mà không dám ở chính cung. Thế là, Cao Thái hoàng cho sửa một gian hậu điện phía sau, đổi gọi là Long Hựu cung (隆祐宮), chính điện là Long Hựu Từ Huy điện (隆祐慈徽殿), đưa cho Hướng Thái hậu đến ở. Tống Triết Tông được tuyển hôn hơn 100 người con gái danh giá, nhưng Hướng Thái hậu không chủ trương tiến cử con cháu họ Hướng, để tránh bị đàm tiếu là ngoại thích chuyên quyền, bà nói:「"Gia tộc của ta chưa hợp để dùng lệ ấy. Có lý nào vì tư tình mà làm náo loạn công pháp chứ?!"」.
Sau khi Cao Thái hoàng băng hà, bọn đại thần có mâu thuẫn với Thái hoàng là Chương Đôn, Thái Biện, Hình Thứ âm mưu chia rẽ Triết Tông và Cao Thái hoàng, dâng sớ chứng minh Thái hoàng có ý phế Triết Tông, nên đề nghị truy phế Thái hoàng. Nhưng Hướng Thái hậu cùng Chu Thái phi hết lòng khuyên can, việc mới bị đình chỉ.

## Ý lập Huy Tông
Năm Nguyên Phù thứ 3 (1100), ngày 12 tháng 1 (tức ngày 23 tháng 2 dương lịch), Tống Triết Tông băng hà, không có con cái nối dõi. Lúc này, Hướng Thái hậu là người nắm đại quyền hoàng gia, được tự chọn Tân quân kế vị, quyết định tự chủ ý lập em trai của Triết Tông là Đoan vương Triệu Cát, con trai thứ 11 của Tống Thần Tông, tức Tống Huy Tông.
Sau khi Triết Tông băng hà, Hướng Thái hậu rũ mành tiếp kiến các triều thần, từ trong mành khóc nói:「"Đại Hành hoàng đế (chỉ Triết Tông) không con, quốc gia bất hạnh, việc chọn kế vị sớm bàn định!"」. Tể tướng Chương Đôn nói:「"Án theo lễ chế, tất nhiên nên lập em trai cùng mẹ là Giản vương!"」. Nhưng Thái hậu nói:「"Trong chư vị Hoàng tử của Thần Tông hoàng đế, lớn nhất hiện tại ấy là Thân vương, nhưng lại có bệnh. Thứ sau đó ấy là Đoan vương, xét nên được lập mới phải!"」. Chương Đôn bèn nói:「"Xét tuổi tác, ắt nên Thân vương. Xét theo lễ chế, ắt nên Giản vương!"」. Đoạn, Hướng Thái hậu lại nói:「"Tất cả đều là con của Thần Tông hoàng đế, đâu ra phân biệt như thế?! Lý nhất nên lập Đoan vương!"」. Tri Xu mật viện là Tăng Bố nói:「"Chương Đôn không thường thảo luận chùng chúng thần! Nay xét ý chỉ của Hoàng thái hậu hợp lý nên nghe!"」. Thượng thư Tả thừa Thái Biện, Trung thư môn hạ Thị lang Hứa Tương thuận theo ấy nói:「"Hợp y Thánh chỉ!"」. Nhìn thấy thế cuộc dần định, Hướng Thái hậu nói:「"Tiên đế hay nói, Đoan vương có số mệnh thọ, lại nhân hiếu, không như các Vương khác"」. Chương Đôn trầm mặc không nói nổi, việc bèn định.
Sau khi Tống Huy Tông đăng cơ, thỉnh Thái hậu「Quyền đồng xử phân Quân quốc sự; 權同處分軍國事」, bà từng lấy lý do Huy Tông đã trưởng thành mà từ chối, nhưng sau đó Huy Tông đích thân đến bái khẩn, cũng bèn đồng ý. Cũng giống như Từ Thánh hậu và Tuyên Nhân hậu, bà trọng dụng Cựu đảng với chủ trương giữ gìn Tổ chế, triệt hạ và lấn át Tân đảng với chủ trương cải cách pháp độ. Để làm như vậy, Hướng Thái hậu đã khuyên Tống Huy Tông đón Mạnh hoàng hậu, vốn là Phế hậu của Tống Triết Tông hồi cung. Huy Tông nghe theo, liền đón Mạnh hậu về cung, tôn hiệu là ["Nguyên Hựu Hoàng hậu"] do Mạnh hậu là chị dâu của Hoàng đế. Khi đó, Nguyên Phù Hoàng hậu là Kế hậu của Triết Tông, vốn có thù hằn với Mạnh hậu nên tỏ vẻ không vui, tìm ngoại thần liên kết để âm mưu phế bỏ Mạnh hậu một lần nữa. Sau khi thính chính khoảng 6 tháng, tức tháng 7 (ÂL) năm ấy, Hướng Thái hậu tuyên bố hoàn chính, giao quyền về tay Huy Tông.
Năm Kiến Trung Tĩnh Quốc nguyên niên (1101), tháng giêng, ngày Giáp Tuất, Hoàng thái hậu Hướng thị băng, thọ 56 tuổi. Tháng 4, ngày Giáp Ngọ, tiến hành dâng thụy hiệu là Khâm Thánh Hiến Túc Hoàng hậu (欽聖獻肅皇后). Tháng 5, ngày Bính Dần, an táng kim quan của Khâm Thánh Hiến Túc Hoàng hậu, cùng mẹ của Huy Tông là Khâm Từ hoàng hậu vào Vĩnh Dụ lăng (永裕陵). Người nhà của bà được thiện đãi, truy tặng 3 đời đều tước Vương, lại cho hai em trai Hướng Tông Lương, Hướng Tông Hồi thụ Quận vương, tán hàm Khai phủ Nghi đồng tam ti. Ân điển cực kì phi thường.
Khâm Thánh Hướng hậu chỉ có một người con gái, tức Chu Quốc Trưởng công chúa (周國長公主), sinh năm Trị Bình thứ 4 (1067), mất năm Nguyên Phong nguyên niên (1078), khi 11 tuổi. Công chúa thông minh từ nhỏ, Thần Tông sơ phong ["Diên Hi công chúa"; 延禧公主], sau khi mất thì truy phong ["Yên Quốc công chúa"; 燕國公主]. Tống Huy Tông cải làm "Chu Quốc Trưởng công chúa", rồi cải thành Thục Hoài Trưởng Đế cơ (淑懷長帝姬).